# Yuejiaquan
Lo Yuejiaquan (岳家拳, pugilato della famiglia Yue, Yueh Chia Ch'uan in Wade-Giles, Ngok gar kuen in Cantonese) è un insieme di stili di arti marziali cinesi sia del sud che del nord della Cina,che si rifanno al nome dal celebre generale cinese Yue Fei (岳飞).

## Yuemen (岳门, scuola Yue)
È una delle 8 grandi scuole (Sichuan ba da liupai, 四川八大流派). La leggenda vuole che sia stato fondato da Yue Fei, ma non ci sono documenti storici che lo comprovino. Questo pugilato è diffuso nei distretti di Chuandong (川东) e Chuannan (川南). Ha come Taolu: Jin suo shou quan (金锁手拳); Yuejiaquan (岳家拳); Shi er lianquan (十二连拳); Youqinquan (游禽拳); Baiyuan wang tao (白猿望桃); Jiu gun shi ba die (九滚十八跌); ecc. Di particolare importanza i Duilian e l'utilizzo del bastone (gun).
Esistono due teorie sull'evoluzione dello Yuejiaquan in Sichuan: una è che Zhang Tianhui dell'Hebei insegnò questo stile in Sichuan nella metà dell'epoca della dinastia Qing mentre Tao Rujie insegnò l'arte in Chengdu ed in altri posti; l'altra racconta che Wu Daoren dell'Hubei lo abbia tramandato negli ultimi anni della dinastia Qing.

## Yuemenquan (岳门拳, pugilato della scuola Yue)
È uno stile nato circa 200 anni or sono nell'area vicino a Lixian (澧县) in Hunan. Tra i suoi Taolu ricordiamo: Xiao Jingang (小金刚) e Da Jingang (大金刚).

## Yueshi lianquan (岳氏连拳, pugilato ininterrotto della famiglia Yue)
Lo Yueshi lianquan dell'Hebei: durante il regno dell'imperatore Daoguang (1891-1850) della dinastia Qing, Liu Shijun (刘仕俊), istruttore di arti marziali originario di Xiongxian (雄县) in Hebei, insegnò un esercizio di Yueshiquan (岳氏拳) in nove movimenti alla guarnigione di Pechino. Il suo discepolo Liu Dekuan sviluppò lo stile per renderlo più semplice da apprendere. Questo nuovo stile venne chiamato Yuelianquan ma deriva dallo Yueshi sanshou (岳氏散手). Lo Yueshi Lianquan è anche detto Bafanshou (八翻手).

## Yueshi Sanshou (岳氏散手,)
È anche conosciuto come Yuejia sanshou (岳家散手) o come Yueshi san zhang (岳氏散掌). Ha dato origine allo Yueshi lianquan.

## Yuewangquan (岳王拳, pugilato del re Yue)
Lo Yue Wang Quan è praticato in Anhui (安徽). Alcuni lo chiamano anche Yuewangchui (岳王锤). Questo stile fu portato dallo Shandong da Fang Yinglong (房英龙, originario di Wenshangxian汶上县), il quale aveva studiato le basi dal proprio nonno e poi aveva studiato lo Yueshichui (岳氏锤, martello dello stile Yue) da Ji Qingyu (姬庆余). Fang servì come istruttore di Wushu nell'esercito del Signore della Guerra Feng Yuxiang. Dopo la costituzione della Repubblica Popolare Cinese nel 1949, si trasferì a Bengbu (蚌埠) dove insegnò lo Yueshichui. Molti discepoli di Fang, oggi sono localizzati in Guangxi. Tra i suoi allievi segnaliamo: Zhang Chengwu (张成武); Fang Ruixia (房瑞侠); Li Fengming (李凤鸣); ecc.
Nel testo Guoshu Mingrenlu 国术名人录 (lista delle celebrità dell'Arte Nazionale) si dice che Li Luodai (李洛岱), un uomo del villaggio Shilipu (十里铺) dell'area amministrativa di Junxian (浚县) in Henan, era molto versato nello Yuewangquan.

## Yuejiaquan (岳家拳,)
- 1) Huangmei Yuejiaquan (黄梅岳家拳)[12]

C'è uno stile chiamato Yuejiaquan nella Contea Huangmei (黄梅) dell'Hubei: indagini hanno scoperto che esso è in stretta relazione con la famiglia Yue. Si tramanda che questo stile sia stato creato da Yue Fei e diffuso dai suoi figli, Yue Zhen (岳震) e Yue Ting (岳霆), e dai suoi subordinati nell'area di Huangmei, Guangji (广济) e Qichun (蕲春), nella parte sud orientale dell'Hubei. Questo stile conterebbe 27 generazioni nell'arco di 800 anni. Da documenti storici risulta che il generale Yue Fei si recò due volte in Huangmei e che Yue Zhen, che aveva accompagnato il padre si fermò ad abitarvi. Dopo l'uccisione di Yue Fei, Yue Ting raggiunse il fratello Yue Zhen. I due fratelli praticarono il pugilato e prepararono i loro soldati.
Questo sistema contiene 10 Taolu: 1 Ziquan (一字拳); 2 Meihua (二梅花); 3 Menzhuang (三门桩); 4 Menjia (四门架); 5 fa (五法); 6 He (六合); 7 Xing (七星); 8 Fa (八法); 9 Lianhuan (九连环); 10 Zizhuang (十字桩).
- 2) Yuejiaquan praticato oggi in Henan: si racconta che sia stato tramandato da una persona che si chiamava Fan Qixun (范启勋,originario di Tangyingxian (汤阴县), nel distretto di Anyang nello stesso Henan che è anche il distretto in cui è nato Yue Fei). Costui aveva seguito Yue Fei nella sua spedizione contro gli invasori che fondarono la dinastia Jin del Nord. Nella sua città natale egli insegnò il pugilato e la pratica delle armi ai propri figli, tra cui Fan Ju, che padroneggiò l'arte e continuò a tramandarla. Proprio per questa trasmissione familiare questo stile prende il nome di Fanshi Yuejiaquan (范氏岳家拳)[15].

Questi i suoi Taolu: dandao (单刀); dadao (大刀); sanshiliu qi qiang (三十六奇枪); Xiaozi chui (小字锤); Dazi chui (大字锤); Taiping chui (太平锤); Zigong chui (字功锤); Sanshou da zhan fa (散手大战法); Sanshou xiao zhan fa (散手小战法); Lian ba chui (连八锤); Shiba luohan zhuang (十八罗汉桩).

## Yuejiajiao (岳家教)
Yuejiajiao del Guangdong: secondo i resti di un manoscritto dello Yuejiaquan (岳家拳术书稿, Yuejia quanshu shugao, manoscritto sull'arte del pugilato della famiglia Yue) di Huang Chunlou (黄春楼), questo stile era diffuso nella provincia del Guangdong negli ultimi anni della dinastia Qing, epoca in cui Huang lo insegnava nella contea di Meixian (梅县). Siccome molta gente del posto si riferisce a questo stile come “disciplina” (Jiao), esso è arrivato ad essere chiamato Yuejiajiao. Lo stile deriverebbe dallo Yuejiaquan e sarebbe stato insegnato nella contea Longshanxian (龙山县) in Fujian (福建) dal monaco Taoista Huang Ying (黄英道人). Huang Ying lo avrebbe insegnato a sua volta a Xiao Shitai (肖世泰), originario di Yingyangwei (映阳圩), dell'area amministrativa di Taihexian (太和县) in Jiangxi (江西). Xiao lo avrebbe poi tramandato a Huang Chunlou (黄春楼), personaggio di Huaigangxiang (槐岗乡) nella contea di Meixian (梅县). Huang Chunlou insegnò a Huang Yuting (黄玉汀).
Come Taolu a mano nuda (拳术套路) questo stile contiene: Yi pan zhu (一盘珠); Ruquan (儒拳).
Come Taolu con armi (器械套路): Yuejia gun (岳家棍); Fujia gun (傅家棍); sanzhiba (三指钯); tiegou (铁勾); shuangdao (双刀); bandeng (板凳).
Come Duilian (in questo caso sono chiamati Duichai taolu 对拆套路): Tushou dui dao (徒手对刀, mano nuda contro sciabola); bandeng dui gun (板凳对棍, panca contro bastone); Ba ren cao (八人操 otto persone cooperano); gun dui gun (棍对棍, bastone contro bastone)

## Curiosità
- Tanya, un personaggio di Mortal Kombat, utilizza lo Yuejiaquan come stile di combattimento principale.
- Nel 2008 un gruppo di otto discendenti (trentaseiesima generazione) di Yue Fei, come Yue Yayuan 岳亚远, Yue Wenjie 岳文杰, Yue Ruijin 岳瑞金, ecc., è stato chiamato alle armi. Siccome si trattava di esperti di Yuejiaquan essi sono stati incaricati di insegnare questo stile nella loro caserma[16].